# HD 153021
HD 153021，又名BD-10 4417，SAO 160186、HR 6296，是一颗恒星，视星等为6.19，位于銀經9，銀緯19.28，其B1900.0坐标为赤經16h 51m 53.9s，赤緯-10° 19.28′ 16″。